# 아르투르 슈나벨
아르투르 슈나벨 (Artur Schnabel, 1882년 - 1951년)은 오스트리아의 피아니스트이다. 베토벤, 브람스의 고전적 해석가로서, 반(反)낭만주의적 입장으로부터 독자적 경지를 개척하였다는 평을 듣는다.
오스트리아의 리프니크에서 태어나, 9세 때 빈으로 나와 당시의 대피아노 교사였던 테오도르 레셰티츠키에게 배웠다. 그는 스승의 집에서 처음으로 브람스와 만났고, 브람스도 이 소년 피아니스트의 음악적 재능의 풍성함에 놀랐다고 한다. 이윽고 그는 독일 내에서 처음으로 브람스 작품의 독주가로서 성공하였다. 1925년, 베를린 국립고등음악학교의 교수로 취임하였고, 그 후 영국, 미국에서 활약했다. 1935년, 카네기 홀에서 베토벤 전(全)소나타의 연속 독주회를 7회에 걸쳐 개최한 일로 인해 악계에서 베토벤 전문가로 불렸다. 제2차 세계대전 중에는 미국에서 살았지만, 대전 후인 1951년에 스위스에서 객사하였다. 그는 20세기 전반 연주계를 풍미한 낭만적 거장주의(巨匠主義) 및 주관과잉주의를 즉물적 연주양식으로 일보 전진시키기 위해 노력한 현대풍 피아노 연주의 선구자라고 할 수 있다. 명연주는 베토벤, 브람스의 전 작품에서 볼 수 있다.

## 작곡 작품

### 챔버
- 3 Fantasiestücke (3 Fantasy Pieces) for violin, viola and piano (1898)
- Piano Quintet (1914)
- Sonata for Solo Violin (1918)
- String Trio (1929)
- Sonata for Solo Cello (1931)
- Sonata for Violin and Piano (1935)
- String Quartet No. 1 (1915/16)
- String Quartet No. 2 (1921)
- String Quartet No. 3 (1922)
- String Quartet No. 4 (1930)
- String Quartet No. 5 (1940)
- Duodecimet, chamber orchestra (1950, René Leibowitz completed composition after Artur Schnabel's death)

### 오케스트라 작품
- Piano Concerto in d-minor (Intermezzo & Rondo) (1901)
- Rhapsody for Orchestra (1946)
- Symphony No. 1 (1938/39)
- Symphony No. 2 (1941/43)
- Symphony No. 3 (1948/49)

### Choral works
- Dance and Secret
- Joy and Peace

### 노래
- Ten Early Songs, Op. 11 (1901) (Frühe Lieder), medium voice and piano
- Seven Early Songs, Op. 14 (1899-1902) (Frühe Lieder), medium voice and piano
- Notturno, Op. 16 (prob. 1910), medium voice

### 피아노 독주
From: Chronological List of Compositions by Artur Schnabel 보관됨 2019-06-16 - 웨이백 머신
- Three Piano Pieces (1898)
- "Three Fantasy Pieces (1898)"
- Dance Suite (1919)
- Sonata for Piano (1923)
- Piece in Seven Movements (1936-1937)
- Seven Piano Pieces (1947)

## 참고 문헌
- 이 문서에는 다음커뮤니케이션(현 카카오)에서 GFDL 또는 CC-SA 라이선스로 배포한 글로벌 세계대백과사전의 내용을 기초로 작성된 글이 포함되어 있습니다.